# Гомеро Джеронімо Сальватерра
Гомеро Джеронімо Сальватерра (англ. Homero Jeronimo Salvaterra) (1957) — сантоманський політик. Міністр закордонних справ Сан-Томе і Принсіпі (1996—1999). Надзвичайний і повноважний Посол Сан-Томе і Принсіпі в Республіці Конго, а згодом в Екваторіальній Гвінеї (2014-2017). Генеральний секретаря Міністерства закордонних справ (МЗС).